# Astronesthes cyclophotus
Astronesthes cyclophotus és una espècie de peix de la família dels estòmids i de l'ordre dels estomiformes.

## Morfologia
- Els mascles poden assolir 6,1 cm de longitud total.[3][4]

## Alimentació
Menja peixos i crustacis.

## Hàbitat
És un peix marí i d'aigües profundes que viu entre 0-500 m de fondària.

## Distribució geogràfica
Es troba a l'Atlàntic oriental (Illes Canàries) i a l'Atlàntic occidental (31°N-29°N, 48°W-59°W).